# Father Figure
Singles de George Michael
Hard Day
(1987) One More Try
(1988)
Father Figure est une chanson de George Michael, extraite de son premier album studio Faith. Elle sort en single en janvier 1988 sous le label Epic. Elle est no 1 aux États-Unis et 11e au Royaume-Uni.
Écrite originellement comme un morceau dance RnB, George retire accidentellement la caisse claire lors du mixage de l'album et le garda ainsi, car il adorait ce qu'il entendait, faisant de cette chanson une ballade mid-tempo RnB.
Le clip de Father Figure est tourné à New York par Andy Morahan et George Michael. Le mannequin Tania Coleridge joue dedans. En 1988, les deux réalisateurs remportent le MTV Video Music Award de la meilleure réalisation.
La chanson est présente dans le film Atomic Blonde (2017).